# La Count Mountain
Der La Count Mountain ist ein 1875 m hoher und größtenteils eisfreier Berg im ostantarktischen Viktorialand. Er bildet den nördlichen Teil des Massivs Battleship zwischen dem Rotunda-, dem Blankenship- und dem Ferrar-Gletscher.
Der US-amerikanische Geologe Warren Hamilton vom United States Geological Survey untersuchte den Berg zwischen 1958 und 1959. Das Advisory Committee on Antarctic Names benannte ihn 1992 nach Ronald R. La Count (1929–2008), Manager der Sektion für Polaroperationen im Polarprogramm der National Science Foundation von 1984 bis 1990.